# 張蓋
張蓋（?—?），字覆輿，一字命士。永年人，明末清初诗人。

## 生平
崇禎年間贡生。好作詩，與殷岳、申涵光合稱“畿南三才子”。又與赵湛、刘逢源等開創河朔诗派。明亡後，絕意仕途，自闭於土室中，飲食則從小穴送入，虽妻子亦不得见。诗文多為哀愤之作，且常自毁其稿。